# Aurora (Nebraska)
Aurora település az Amerikai Egyesült Államok Nebraska államában, Hamilton megyében, melynek megyeszékhelye is. Lakosainak száma 4678 fő (2020. április 1.).

## Népesség
A település népességének változása:

| 2010 | 4 479 |
| 2020 | 4 678 |